# Angels and Enemies
Angels and Enemies ist eine Metalcore-Band aus Köln.

## Geschichte
Die fünf Bandmitglieder von Angels and Enemies stammen aus der Umgebung von Köln, Düsseldorf und Bonn und spielten zuvor in verschiedenen anderen Bands. In den letzten Jahren spielten sie live mit Bands wie Blessed by a Broken Heart, We Butter the Bread with Butter, Adept, Heart in Hand, Confide, Eyes Set to Kill, Jennifer Rostock, Alexisonfire, und His Statue Falls. 2007 erschien eine selbstfinanzierte EP namens And Scars Remain, 2009 folgte die EP The Lyke Wake Dirge, ebenfalls im Eigenvertrieb. Anschließend veröffentlichte die Gruppe das Album Gttkmplx (2010) über Apollon Records. Derzeit arbeitet die Band an ihrem nächsten Album.

## Stil
Angels and Enemies begann als englischsprachige Metalcore-Band. Nach ihrer EP und dem Titel Schall begann die Band, ähnlich wie Callejon  auf Deutsch zu singen. Die Band vermischt Melodic Death Metal sowie Thrash Metal schwedischer Prägung mit typischen Stakkato-Riffs wie bei As I Lay Dying, Hatebreed und Caliban.

## Diskografie
- 2007: And Scars Remains (EP)
- 2009: The Lyke Wake Dirge (EP)
- 2010: Gttkmplx (Album, Apollon Records)
- 2013: Willkommen zurück (EP)